# Breeders' Cup Challenge
Breeders' Cup Challenge son una serie de carreras de caballos purasangre que se desarrollan en Estados Unidos Canadá, Gran Bretaña, Irlanda, Francia, África del Sur, Argentina, Alemania, Japón , Australia y Brasil en las quales el ganador se queda con inscrpcion automática en una de las carreras de la Breeder's Cup estadounidense. Las pruebas calificadas y su secuencia pueden cambiar a cada año.
Breeders' Cup Challenge - carreras por fecha desde el inicio del año:
- Queen's Plate (South Africa)
- Doncaster_Handicap
- Queen Elizabeth Stakes (ATC)
- Gran Premio 25 de Mayo
- Grande Prêmio Brasil
- Stephen_Foster_Handicap
- Clásico Belgrano
- Takarazuka_Kinen
- Grand_Prix_de_Saint-Cloud
- Triple Bend Invitational Handicap
- Shoemaker_Mile_Stakes
- United_Nations_Stakes
- Smile Sprint Handicap
- A Gleam Invitational Handicap
- King_George_VI_and_Queen_Elizabeth_Stakes
- Bing Crosby Handicap
- Clement_L._Hirsch_Stakes
- Whitney_Handicap
- Arlington_Million
- Yorkshire Oaks
- Lowther Stakes
- Beverly_D._Stakes
- Prix_Jacques_Le_Marois
- Nunthorpe_Stakes]]
- Del Mar Handicap
- Pat O'Brien Handicap
- Personal_Ensign_Stakes
- Ballerina_Stakes
- Moyglare_Stud_Stakes
- Golden Fleece Stakes
- Grosser_Preis_von_Baden
- Irish_Champion_Stakes]]
- Pocahontas Stakes
- Iroquois Stakes (Churchill Downs)
- Pacific_Classic_Stakes
- Natalma Stakes
- Summer Stakes
- Royal Lodge Stakes
- Woodbine Mile
- Canadian Stakes
- Joe_Hirsch_Turf_Classic_Invitational_Stakes
- Vosburgh Stakes
- Flower Bowl Invitational Stakes
- Jockey Club Gold Cup Stakes
- Beldame Stakes
- Kelso Stakes
- FrontRunner Stakes
- Chandelier Stakes
- Prix de la Forêt
- Prix Jean-Luc Lagardère
- Prix de l'Opéra
- Alcibiades Stakes
- Champagne_Stakes_(United_States)
- Frizette Stakes
- Shadwell Turf Mile Stakes
- Breeders' Futurity Stakes
- Yellow Ribbon Stakes
- Awesome Again Stakes
- Zenyatta Stakes
- Spinster Stakes
- Ancient Title Stakes
- Bourbon Stakes
- Pilgrim Stakes
- Phoenix Stakes (United States)
- Miss Grillo Stakes
- TCA Stakes
- Jessamine Stakes
- Nearctic Stakes